# 龙爪柳
龙爪柳（学名：Salix matsudana f. tortusoa）为杨柳科柳属旱柳下的一个变型。

## 扩展阅读
- 維基物種上的相關：龙爪柳